# آبشار یاسوج
آبشار یاسوج یکی از مناطق گردشگری شهر یاسوج میباشد و جز یکی از آبشارهای ایران است که از آب چشمه‌هایی که از دل کوه‌های زاگرس جوشیده در دو کیلومتری شمال شهر یاسوج قرار دارد. ارتفاع این آبشار ده متر است.
چشم‌انداز این آبشار، نهرهای آب در بستر مارپیچ مشبک، باغ‌های میوه، مراتع سرسبز و پر از گل‌های رنگارنگ است. هر ساله آبشار یاسوج در فصل بهار، تابستان و پاییز پذیرای توریستها و گردشگران فراوانی میباشد.
از دیگر آبشارهای این استان، آبشار بهرام بیگی است. این آبشار در میان صخره‌های سنگی واقع شده و بعد از مارگون قرار دارد.
آبشار بن رود نیز بعد از سی سخت قرار گرفته و شامل توف‌شاه (آبشار شاه) و آبشار بن رود است که ازچندین چشمه تشکیل شده و حدود ۲۰ متر ارتفاع دارد و منطقه زیبایی را پدید آورده است.